# Jehona Sopi
Jehona Sopi, född 16 oktober 1980 i Pristina i Kosovo i Jugoslavien, är en albansk sångerska.
Sopi har deltagit i flera musikfestivaler och tävlingar i både Albanien och Kosovo. År 2007 deltog hon i Kënga Magjike 2007 med låten "Fustani i bardhë", med vilken hon slutade på en femte plats. Vann gjorde Aurela Gaçe med låten "Hape vetën". Många av Sopis låtar har producerats av den kände makedoniske kompositören Darko Dimitrov.
År 2011 släppte hon singeln "Këtë verë", som spelats in i London. I september 2012 släppte hon musikvideon till singeln "Unë do ti laj këmishat tua". I november 2013 deltog hon i Kënga Magjike 15 med låten "Të shkuara". I finalen slutade hon 13:e med 444 poäng. Hon tilldelades även Çmimi TV Klan.